# Cottrell J. Hunter
Cottrell James Hunter III (kurz: C.J. Hunter, * 14. Dezember 1968 in Washington, D.C.; † 29. November 2021) war ein US-amerikanischer Kugelstoßer.

## Werdegang
Hunter schloss 1991 sein Studium an der Penn State ab und arbeitete danach als Wurftrainer an der University of North Carolina. Diesen Beruf musste er aufgeben, als er 1998 mit der Sprintweltmeisterin Marion Jones eine Beziehung einging, da Trainer-Sportler-Affären den Hochschulregeln widersprachen. Das Paar heiratete am 3. Oktober 1998. 2001 ließen sich die beiden wieder scheiden. Bis zu seinem Tod war Hunter Trainer beim North-Carolina-State-University-Football-Team.
Seine Leichtathletik-Karriere begann Hunter, nachdem er sich in der High School nicht für ein renommiertes Basketball-Team qualifizieren konnte. 1991 wurde er im Kugelstoßen Dritter bei den Panamerikanischen Meisterschaften, konnte sich aber bei den Weltmeisterschaften 1991 nicht für das Finale qualifizieren. 1992 übertraf er erstmals die 20-Meter-Marke.
Der Durchbruch in die Weltspitze gelang Hunter 1995. Bei den Hallenweltmeisterschaften wurde er mit 20,58 Meter Zweiter hinter dem Finnen Mika Halvari. In der Freiluftsaison gewann er die Panamerikanischen Meisterschaften. Bei den Olympischen Spielen 1996 in Atlanta belegte er mit 20,39 Meter den siebten Platz.
Mit 20,33 Meter gewann er Bronze bei den Weltmeisterschaften 1997 in Athen. Bei den Weltmeisterschaften 1999 in Sevilla führte vor dem letzten Durchgang der Deutsche Oliver-Sven Buder mit 21,42 Meter. Im letzten Durchgang gelang Hunter der bis dahin weiteste Stoß seiner Karriere auf 21,79 Meter, womit er den Weltmeistertitel vor Buder gewann. Einen Tag nach seinem Titelgewinn gelang seiner Frau Marion Jones die erfolgreiche Titelverteidigung im 100-Meter-Lauf.
Bei den US-Trials 2000 gelang Hunter eine weitere Steigerung seiner persönlichen Bestleistung auf 21,87 Meter. Im Vorfeld der Olympischen Spiele 2000 wurde Hunter allerdings des Dopings mit Nandrolon überführt, womit seine Karriere abrupt endete.
Bei einer Körpergröße von 1,86 m betrug sein Wettkampfgewicht 149 kg. Ende November 2021 starb C.J. Hunter, zwei Wochen vor seinem 53. Geburtstag.